# 茸果鹧鸪花
茸果鹧鸪花（学名：Trichilia sinensis）为楝科鹧鸪花属下的一个种。其种加词“sinensis”意为“中华的”。
现接受名为茸果鹧鸪花（Heynea velutina F.C.How & T.C.Chen, 1955）。